# Championnat du monde de hockey sur glace 1986
Navigation
Tchécoslovaquie 1985 Autriche 1987
Le cinquante-unième championnat du monde de hockey sur glace eu lieu à Moscou en Union des républiques socialistes soviétiques du 12 au 28 avril. La Tchécoslovaquie rata la ronde des médailles pour la première fois depuis 1967.

## Poule A
|        | Équipe               | PJ | V  | N | D | BP | BC | Pts |
| ------ | -------------------- | -- | -- | - | - | -- | -- | --- |
| Or     | Union soviétique     | 10 | 10 | 0 | 0 | 50 | 15 | 20  |
| Argent | Suède                | 10 | 6  | 2 | 2 | 46 | 30 | 14  |
| Bronze | Canada               | 10 | 4  | 6 | 0 | 37 | 38 | 8   |
| 4      | Finlande             | 10 | 4  | 3 | 3 | 35 | 34 | 11  |
| 5      | Tchécoslovaquie      | 10 | 5  | 4 | 1 | 38 | 21 | 11  |
| 6      | États-Unis           | 10 | 4  | 6 | 0 | 41 | 43 | 8   |
| 7      | Allemagne de l'Ouest | 10 | 2  | 7 | 1 | 23 | 52 | 5   |
| 8      | Pologne              | 10 | 1  | 8 | 1 | 26 | 63 | 3   |

La Pologne rejoint la Poule B pour le championnat de 1987.

### Effectif vainqueur
| Place | Pays             | Joueurs |
| ----- | ---------------- | --- |
| 1     | Union soviétique | Sergueï Mylnikov, Ievgueni Belocheïkine, Alekseï Kassatonov, Zinetoula Bilialetdinov, Vassili Pervoukhine, Sergueï Starikov, Alekseï Goussarov, Igor Stelnov, Vladimir Konstantinov, Sergueï Mikhaïlovitch Makarov, Igor Larionov, Vladimir Kroutov, Andreï Khomoutov, Viatcheslav Bykov, Viktor Tioumenev, Sergueï Svetlov, Mikhaïl Varnakov, Sergueï Iachine, Iouri Khmyliov, Valeri Kamenski, Sergueï Agueïkine |

## Poule B
|    | Équipe             | PJ | V | N | D | BP | BC | Pts |
| -- | ------------------ | -- | - | - | - | -- | -- | --- |
| 9  | Suisse             | 7  | 6 | 1 | 0 | 38 | 20 | 12  |
| 10 | Italie             | 7  | 4 | 3 | 0 | 21 | 18 | 8   |
| 11 | Allemagne de l'Est | 7  | 4 | 3 | 0 | 25 | 21 | 8   |
| 12 | France             | 7  | 3 | 4 | 0 | 22 | 25 | 6   |
| 13 | Pays-Bas           | 7  | 3 | 4 | 0 | 25 | 32 | 6   |
| 14 | Autriche           | 7  | 3 | 4 | 0 | 24 | 27 | 6   |
| 15 | Yougoslavie        | 7  | 3 | 4 | 0 | 24 | 25 | 6   |
| 16 | Japon              | 7  | 2 | 5 | 0 | 15 | 26 | 4   |

La Suisse rejoint la Poule A pour le championnat de 1986. Le Japon et la Yougoslavie sont relégués en Poule C.

## Poule C
|    | Équipe       | PJ | V | N | D | BP | BC | Pts |
| -- | ------------ | -- | - | - | - | -- | -- | --- |
| 17 | Norvège      | 6  | 5 | 0 | 1 | 55 | 11 | 11  |
| 18 | Chine        | 6  | 4 | 0 | 2 | 42 | 10 | 10  |
| 19 | Bulgarie     | 6  | 4 | 2 | 0 | 21 | 30 | 8   |
| 20 | Roumanie     | 6  | 3 | 3 | 0 | 33 | 20 | 6   |
| 21 | Danemark     | 6  | 4 | 2 | 0 | 32 | 18 | 8   |
| 22 | Hongrie      | 6  | 2 | 3 | 1 | 31 | 27 | 5   |
| 23 | Corée du Sud | 6  | 1 | 4 | 1 | 14 | 27 | 3   |
| 24 | Espagne      | 6  | 1 | 4 | 1 | 19 | 47 | 3   |

La Norvège et la Chine rejoignent la Poule B pour le championnat de 1986. .